# Viktor Çaro
Viktor Çaro też jako Viktor Çavo (ur. 1953 we Gjirokastrze) – albański aktor.

## Życiorys
W 1974 ukończył studia muzyczne, a w 1978 studia aktorskie w Instytucie Sztuk w Tiranie. Po ukończeniu studiów pracował w Teatrze Zihni Sako w Gjirokastrze. Na dużym ekranie zadebiutował w 1979 rolą w filmie Liri a vdekje. Zagrał w 8 filmach fabularnych, w trzech były to role główne.

## Role filmowe
- 1979: Liri a vdekje jako Idriz Guri
- 1980: Goditja jako Genc
- 1980: Vëllezer dhe shoke jako Jani
- 1981: Dita e pare e emerimit jako Besim
- 1983: Dora e ngrohte jako Azem
- 1983: Dritat e qytezës jako Hariz
- 1983: Gracka jako oficer Gjergji
- 1985: Vjeshte e nxehte e '41 jako Nazif
- 2011: Ballkan pazar